# Касеолюс округлий
Касеолюс округлий (Caseolus sphaerulus) — вид наземних черевоногих молюсків з родини Geomitridae.

## Поширення
Ендемік Мадейри. Мешкає на сухих кам'янистих ґрунтах.

## Охорона
Caseolus sphaerulus охороняється в Європі і занесений до Додатку ІІ Бернської конвенції (охоронна категорія: вид підлягає особливій охороні), а також до Директиви Європейського Союзу 92/43/ЄС «Про збереження природних оселищ та видів природної фауни і флори» (Додаток ІІ. Види рослин і тварин, що становлять особливий інтерес для Європейського Союзу, збереження яких потребує створення територій особливої охорони. Додаток IV. Види рослин і тварин, що становлять особливий інтерес для Європейського Союзу, які потребують суворих заходів охорони).